# Myrsidea balati
Myrsidea balati är en insektsart som beskrevs av Machacek 1977. Myrsidea balati ingår i släktet sadellöss, och familjen spolätare. Arten är reproducerande i Sverige.